# Chanel
Chanel S.A. (/ʃaˈnɛl/) è una casa di moda parigina fondata all'inizio del ventesimo secolo da Coco Chanel. Specializzata nei beni di lusso (alta moda, prêt-à-porter, borse, profumeria e cosmetica, fra gli altri), il marchio Chanel è diventato uno dei più riconoscibili nomi nel campo della moda. La casa di moda è di proprietà dei fratelli Alain Wertheimer e Gerard Wertheimer, nipoti di Pierre Wertheimer, uno dei primi soci in affari di Coco Chanel.
Chanel è ben noto per il profumo Chanel No.5 e l'abito Chanel. L'uso del tessuto jersey ha prodotto capi comodi e convenienti. Chanel ha rivoluzionato la moda, sia l'alta moda (haute couture) che la moda di tutti i giorni (prêt-à-porter), sostituendo le silhouette strutturate, basate sul corsetto e sul corpetto, con capi funzionali e allo stesso tempo lusinghieri alla figura della donna.

## Storia

### Anni venti-cinquanta

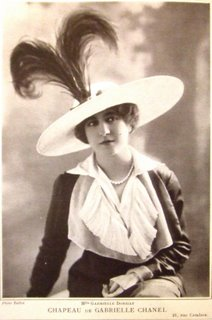
Un cappello realizzato da Chanel nel 1912.

Nel 1909, Gabrielle Chanel aprì un negozio al piano terra degli appartamenti Balsan di Parigi dando il via a quello che in seguito diverrà uno dei più importanti imperi aziendali del mondo. L'edificio, era un luogo in cui si ritrovava l'élite parigina, e per la stilista fu un'ottima opportunità di vendere i cappelli di sua creazione. Qui, Coco Chanel conobbe Arthur Capel, che vide in lei un'ottima propensione agli affari aiutandola, così, a trasferire l'attività al 31 di Rue Cambon di Parigi, nel 1910, dove già si trovava un negozio di sartoria.
Successivamente, nel 1913, Chanel aprì due nuove boutique a Deauville e Biarritz in Francia, dove lanciò una moda maschile più semplice delle tendenze della Belle Époque, che privilegiava uno stile sfarzoso ed opulento.

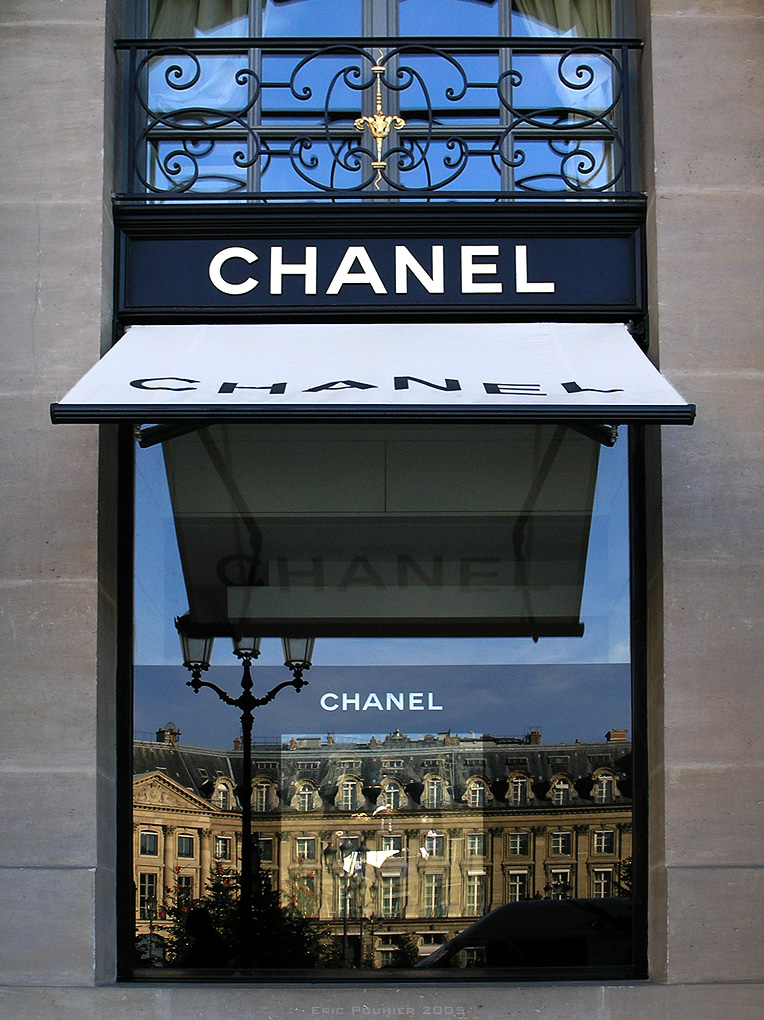
Boutique Chanel a Parigi.

L'inizio della prima guerra mondiale influenzò anche il mondo della moda, dato che le donne dovettero sopperire alle mancanze lavorative dei mariti impegnati al fronte. Pensando al modo in cui vestire le donne, affinché potessero avere dei capi d'abbigliamento comodi e pratici anche sul lavoro, Chanel aprì una nuova boutique a Rue de Cambon davanti all'Hôtel Ritz. Furono prodotti blazer di flanella, gonne di lino, marinarette e maglioni in jersey. Lo stile Chanel divenne celebre per la sua semplicità in tutta la Francia.
Nel 1915 e nel 1917, in un articolo della rivista Harper's Bazaar venne scritto che un abito Chanel avrebbe dovuto essere "nella lista di ogni compratore".
Coco Chanel diventò una delle più celebri stiliste al mondo,e seguendo le tendenze della moda degli anni venti, produsse nuovi abiti femminili, in due o tre prezzi, ancora oggi considerati di grande eleganza. Nel 1921 venne prodotto il primo profumo della casa di moda, Chanel No. 5, creato da Ernest Beaux. Il nome fu scelto da Coco Chanel riferendosi al numero di prove che avevano fatto per testare l'essenza: inconsciamente stava dando il nome ad un mito secolare. Coco Chanel fu la terza stilista, dopo Paul Poiret e Maurice Babani, a creare una linea di profumi associata a una linea di moda. La fragranza ebbe un notevole successo, così che lei stessa cominciò a considerare il "5" come il suo numero fortunato. Chanel No.5 fu il primo di una serie di profumi che divennero uno dei prodotti di punta della maison e alla cui commercializzazione Pierre Wertheimer affiancò Coco Chanel. Chanel N.22 vide la luce nel 1922, Gardénia nel 1925, Bois des Îles nel 1926, Cuir de Russie nel 1927, Sycomore, Une idée nel 1930, Jasmin nel 1932. Nel 1923 la stilista rivelò ad Harper's Bazaar che la chiave per la vera eleganza risiede, da sempre, nella semplicità.
Risale al 1926 l'arrivo sul mercato del tubino, la petite robe noire, considerato il capo più importante nella storia dell'abbigliamento. Nel 1932 Chanel lanciò sul mercato una linea di gioielleria, basata principalmente sui diamanti, realizzati con la collaborazione del conte Etienne de Beaumont e del duca Fulco da Verdura. Chanel giunge al culmine della propria notorietà, mentre i suoi atelier danno lavoro a 4000 persone. Le vendite degli abiti Chanel si aggirano a circa 28 000 modelli l'anno. Nel 1939, però, lo scoppio della seconda guerra mondiale costrinse la stilista a chiudere il negozio di rue de Cambon, lasciando in vita soltanto l'attività dei profumi. Alla fine della guerra, Coco Chanel, accusata di aver collaborato con i nazisti, si trasferì in Svizzera decidendo di vendere tutti i diritti del marchio a Pierre Wertheimer.

### Anni cinquanta-settanta

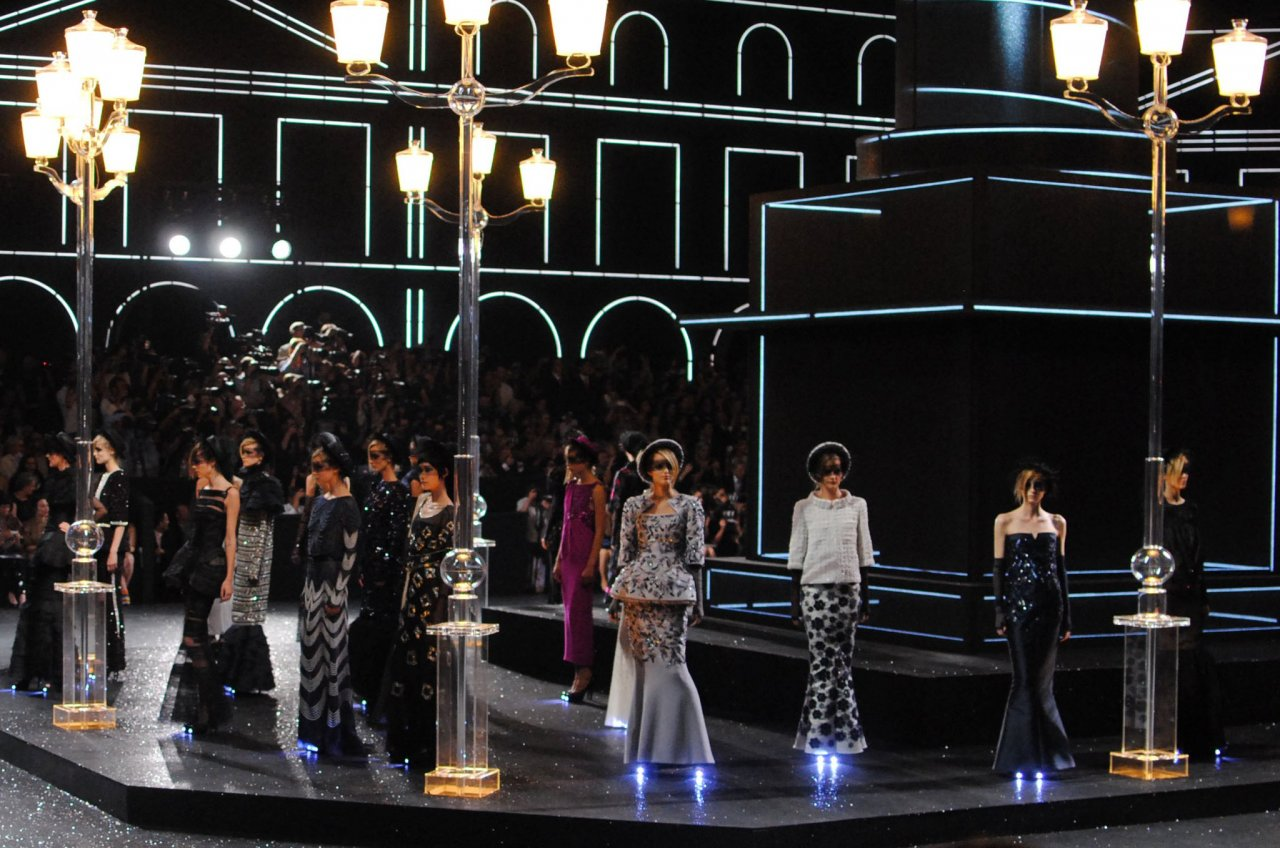
La collezione Autunno-Inverno 2011-2012 di Chanel

Chanel ritornò a Parigi nel 1953 per scoprire che la scena della moda era dominata dal giovane stilista Christian Dior. Coco Chanel ritornò in affari con Pierre riprendendo, così, pieno possesso del marchio. La loro collaborazione fece tornare la maison al vertice del mondo della moda e la collezione primaverile di Chanel ottenne un grande successo. In particolar modo, fu molto apprezzato il suo tailleur di maglia, che in seguito, divenne celebre anche grazie a Jacqueline Kennedy. Chanel ottenne il prestigioso riconoscimento Fashion Oscar di Neiman Marcus, che le fu assegnato nel 1957 a Dallas e nel 1965 Jacques Wertheimer prese il posto del padre Pierre alla guida dell'azienda.
Il 10 gennaio 1971 Coco Chanel morì all'età di 87 anni. La guida dell'azienda passò a Yvonne Dudel, Jean Cazaubon e Philippe Guibourgé, che contribuirono a mantenere alto il nome del marchio, anche se Jacques Wertheimer alla fine rilevò l'intera casa di moda. Nel 1974 fu lanciata sul mercato l'eau de toilette Cristalle, nata da un progetto che Coco Chanel aveva iniziato quando era ancora in vita. Il 1978 vide la nascita della prima linea di prêt-à-porter del marchio (disegnata da Philippe Guibourgé) e la distribuzione di essa a livello mondiale. Alain Wertheimer, prese il posto del padre Jacques nel 1974 e grazie alle sue strategie di mercato, il profumo Chanel No. 5 ritornò ad essere il più venduto al mondo. Inoltre, riuscì a "strappare" alla casa di moda Chloé il rinomato stilista Karl Lagerfeld.

### Anni recenti

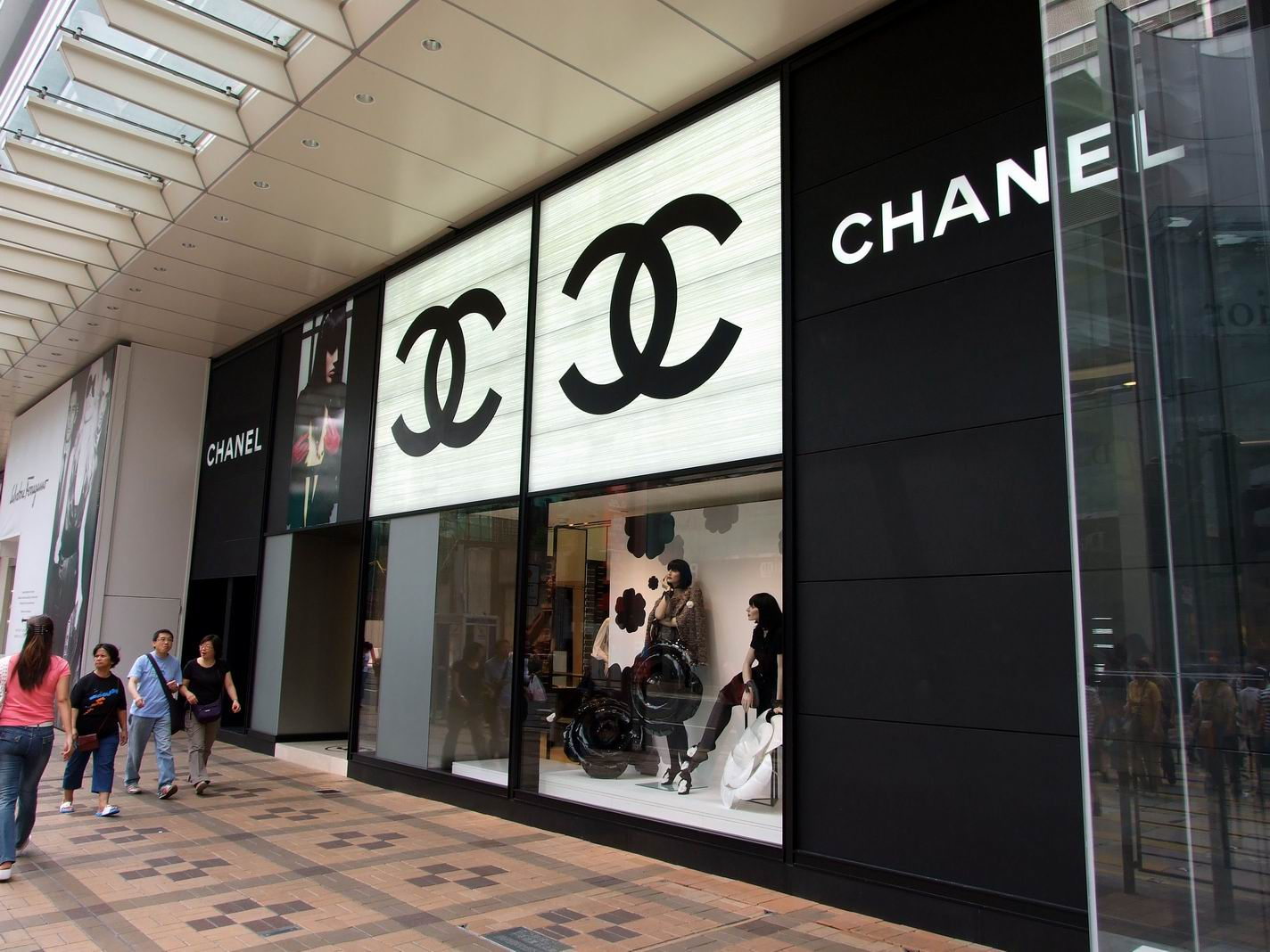
Negozio Chanel.

Karl Lagerfeld si occupò dal 1983 della linea d'alta moda e dal 1984 del prêt-à-porter. Pur mantenendo inalterati lo stile ed i valori del marchio "Chanel", Lagerfeld attualizzò l'azienda introducendo importanti innovazioni e lanciando nuove linee. La famiglia Wertheimer, invece, si occupò di creare nuove società per differenziare la produzione Chanel, spaziando dalla cosmetica, alla gioielleria, ai costumi da bagno (tramite il marchio Erès), agli orologi e agli occhiali (licenziati da Luxottica).
Nel febbraio 2002, in collaborazione con il Musée National d'Histoire Naturelle, venne organizzata a Roma una mostra dedicata al diamante presso le scuderie del Quirinale. Insieme ai gioielli Cartier, De Beers, ai quadri di Tiziano e di Rubens vennero esposti tre gioielli firmati da Coco Chanel: la spilla del 1932 Étoile, in platino e diamanti, il collier Comète tempestato da 650 diamanti, e un anello composto da 22 diamanti di 2,15 carati con al centro un diamante da un carato.
Nel 2018 Chanel pubblica il primo resoconto finanziario dopo 108 anni, rendendo noto un fatturato di 9,3 miliardi di dollari e un utile prima delle imposte di 2,69 miliardi. Ha anche razionalizzato la struttura con la creazione della holding Chanel Limited con sede a Londra dove ha trasferito parte del personale da New York. Nel settembre 2018 acquisisce una quota di minoranza di Montres Journe, azienda svizzera di orologi che produce solo 900 esemplari l'anno. In ottobre acquisisce l'Orlebar Brown, una società inglese di costumi, accessori e abbigliamento per la vita da resort, nata nel 2007 per vendite solo on line.
Nel 2019 Virginie Viard viene nominata direttrice artistica di Chanel in seguito alla morte di Karl Lagerfeld, con cui ha lavorato per più di trent'anni.
Nel dicembre 2021, Leena Nair è stata nominata Amministratore Delegato.

## Logo
Il simbolo è composto da una doppia lettera C incrociata e fu registrato come marchio di fabbrica nel 1924. La sua origine è incerta e viene fatta risalire a seconda delle fonti a un medaglione rinascimentale presente nella villa Château Crémat sulle colline di Nizza, allora appartenente all'ereditiera statunitense e amica di Coco Chanel, Irene Bretz. O, invece, al simbolo risalente al XVI secolo candidior candidis (la più bella delle belle), adottato dalla regina Claudia di Francia e, in seguito, da Caterina de' Medici, che Coco poteva avere visto presso Château Chaumont o nel castello reale di Blois.

## Filosofia e stile Chanel

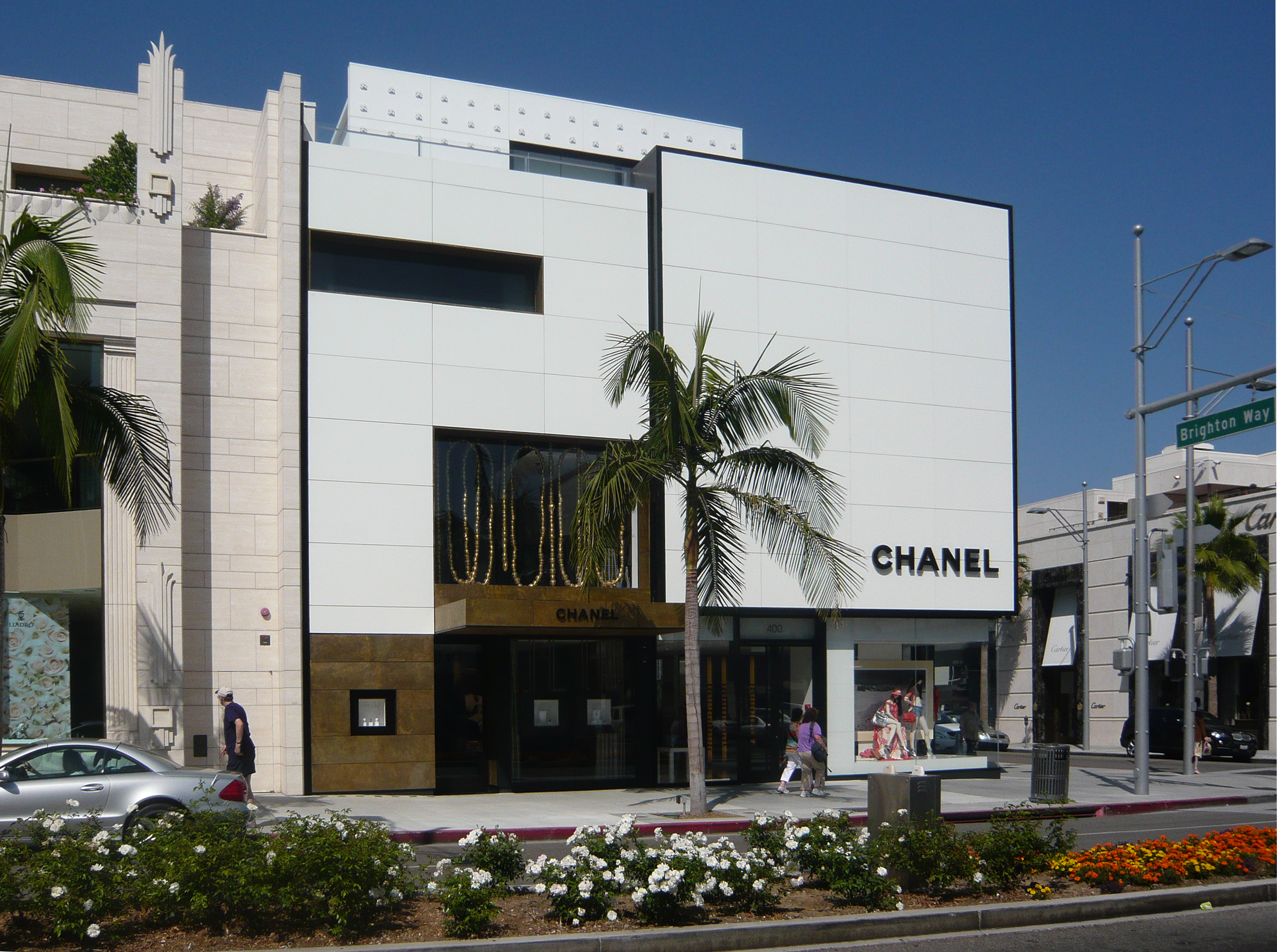
Il negozio Chanel, Rodeo Drive, Beverly Hills, Stati Uniti.

Coco Chanel rivoluzionò il mondo dell'alta moda sostituendo i sontuosi abiti femminili con modelli più semplici e lineari, oltre che notevolmente più comodi. Gli anni venti e trenta furono contraddistinti proprio dalle linee e dalla moda inventata dalla stilista.
Chanel non diede solo una svolta al mondo della moda, ma per la prima volta valorizzò la donna e ruppe la coltre fitta che impediva di vedere il genere femminile alla pari con quello maschile.
Il dettaglio per eccellenza nello stile Chanel è il cappello, in cui tutto il suo istinto e la sua passione si liberano, coronando gli abiti di luce, colore, eleganza, classe, leggerezza e personalità. La "petite couturière" Coco è sovrana dello stile e della classe ai quali non rinuncia mai, conferendo unicità e originalità ad ogni sua creazione.
Chanel è per tutte le donne. Sempre giovanile ed elegante, diede alla donna un'importanza maggiore nel mondo del lavoro unendo una semplice giacca di taglio maschile ad una gonna, permettendo così a chi la indossava di mostrare la propria femminilità.
Nel tempo Chanel ha vestito le donne più affascinati del pianeta, da first lady a principesse fino alle star d Hollywood. Per esempio il brand è stato scelto da Poppy Delevingne in occasione delle sue nozze con James Cook.
Uno dei capi che ha segnato la storia del brand e del mondo della moda, diventando icona di stile per una donna libera, è il tailleur donna in tessuto tweed, conosciuto come tailleur Chanel e disegnato dalla stilista all'inizio degli anni venti.

## Profumi

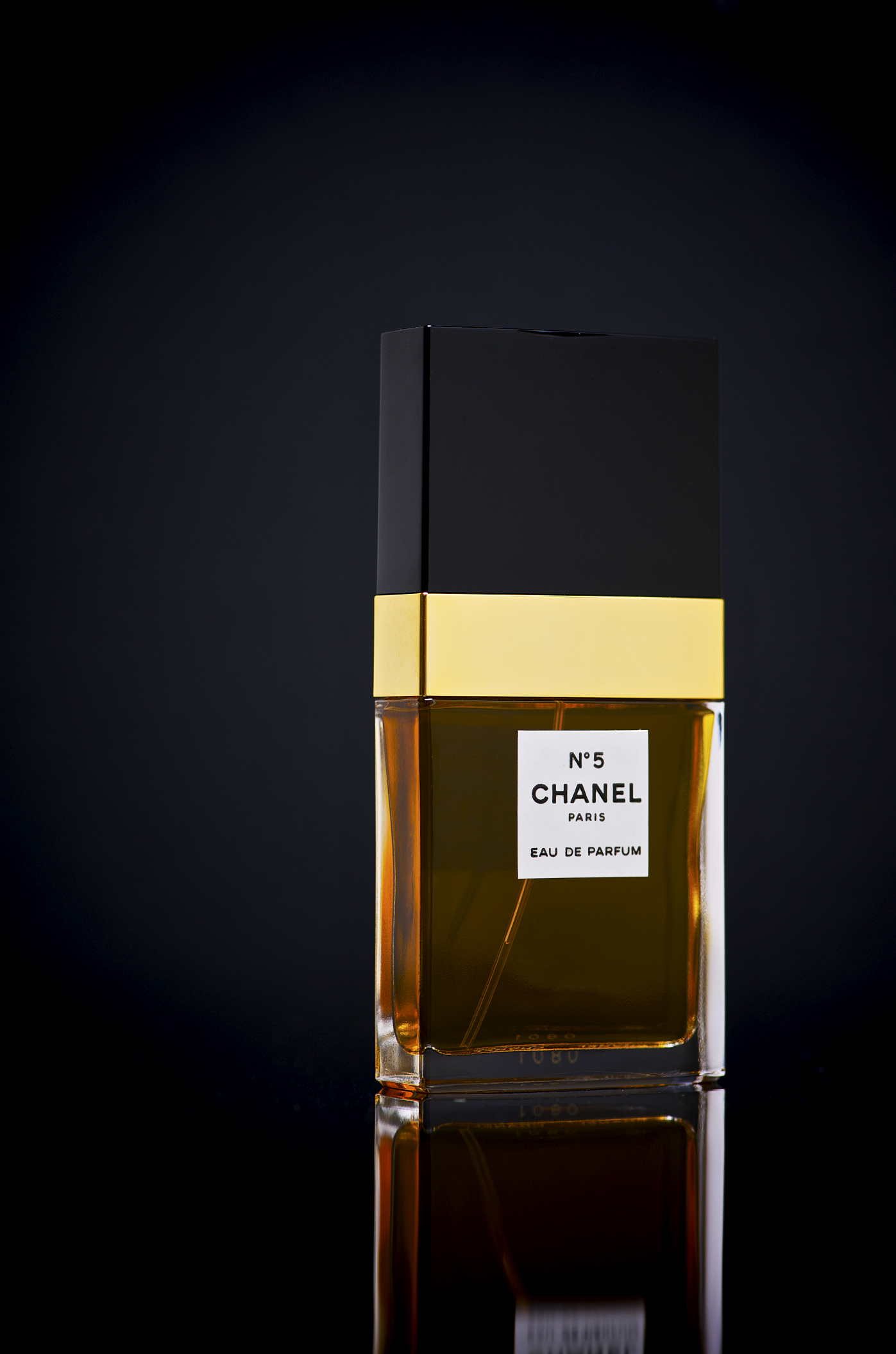
Chanel No. 5

Direttori creativi della sezione profumi di Chanel sono stati in ordine cronologico, Ernest Beaux, Henri Robert e Jacques Polge. Di seguito un elenco incompleto dei principali profumi lanciati sul mercato da Chanel.

| Profumo                           | Anno | Famiglia                 | Tipo  |
| --------------------------------- | ---- | ------------------------ | ----- |
| Chanel No. 5                      | 1921 | Floreale-aldeidata       | Donna |
| Chanel No. 22                     | 1922 | Floreale-aldeidata       | Donna |
| Bois des Îles                     | 1926 |                          | Donna |
| Cuir de Russie                    | 1927 |                          | Donna |
| Pour Monsieur                     | 1950 |                          | Uomo  |
| Chanel No. 19                     | 1970 | Floreale-verde           | Donna |
| Cristalle                         | 1974 |                          | Donna |
| Antaeus                           | 1981 |                          | Uomo  |
| Coco                              | 1984 | Orientale-speziata       | Donna |
| Égoïste                           | 1993 | Boisé-floreale muschiato | Uomo  |
| Égoïste Platinum                  | 1996 | Fresco-verde-boschivo    | Uomo  |
| Allure                            | 1996 | Orientale-boisé          | Donna |
| Allure pour Homme                 | 1999 | Orientale-boisé          | Uomo  |
| Coco Mademoiselle                 | 2001 | Orientale-fresco         | Donna |
| Chance                            | 2003 | Cipriata-floreale        | Donna |
| Allure Homme Sport                | 2004 | Boisé-speziata           | Uomo  |
| No. 5 Elixir Sensuel              | 2004 | Floreale-verde           | Donna |
| Allure Sensuelle                  | 2006 | Orientale-floreale       | Donna |
| Allure Homme Cologne Sport        | 2007 | Esperidata-aromatico     | Uomo  |
| No. 5 Eau Première                | 2008 | Floreale-aldeidata       | Donna |
| Allure pour Homme Edition Blanche | 2008 | Esperidata-aromatica     | Uomo  |
| Bleu de Chanel                    | 2011 | Aromatica-boschiva       | Uomo  |
| Coco Noir                         | 2012 | Floreale-orientale       | Donna |
| Gabrielle                         | 2017 | Floreale                 | Donna |
| Coco Mademoiselle Intense         | 2018 | Oriental                 | Donna |

## Orologi
Il direttore creativo di Chanel, Jacques Helleu lanciò sul mercato il primo orologio del marchio, chiamato Première, nel 1987. La prestigiosa linea di orologi Chanel J12, provvista di tourbillon, invece vide la luce nel 2000. Nel 2005 i designer Chanel hanno sviluppato l'esclusiva tecnologia di movimento dell'orologio CHANEL O5-T.1. Nel 2006 è stato aggiunto alla produzione il prezioso Chanel J12 Haute Joaillerie, un orologio tempestato di diamanti, a cui è seguito Chanel J12 Tourbillon Haute Joaillerie. Nel 2007 è stata la volta del primo modello della linea J12 GMT. Da una collaborazione con Audemars Piguet è nato, invece, nel 2008 il modello J12 calibre 3125, equipaggiato dell'innovativa tecnologia di movimento CHANEL AP - 3125.

## Distribuzione

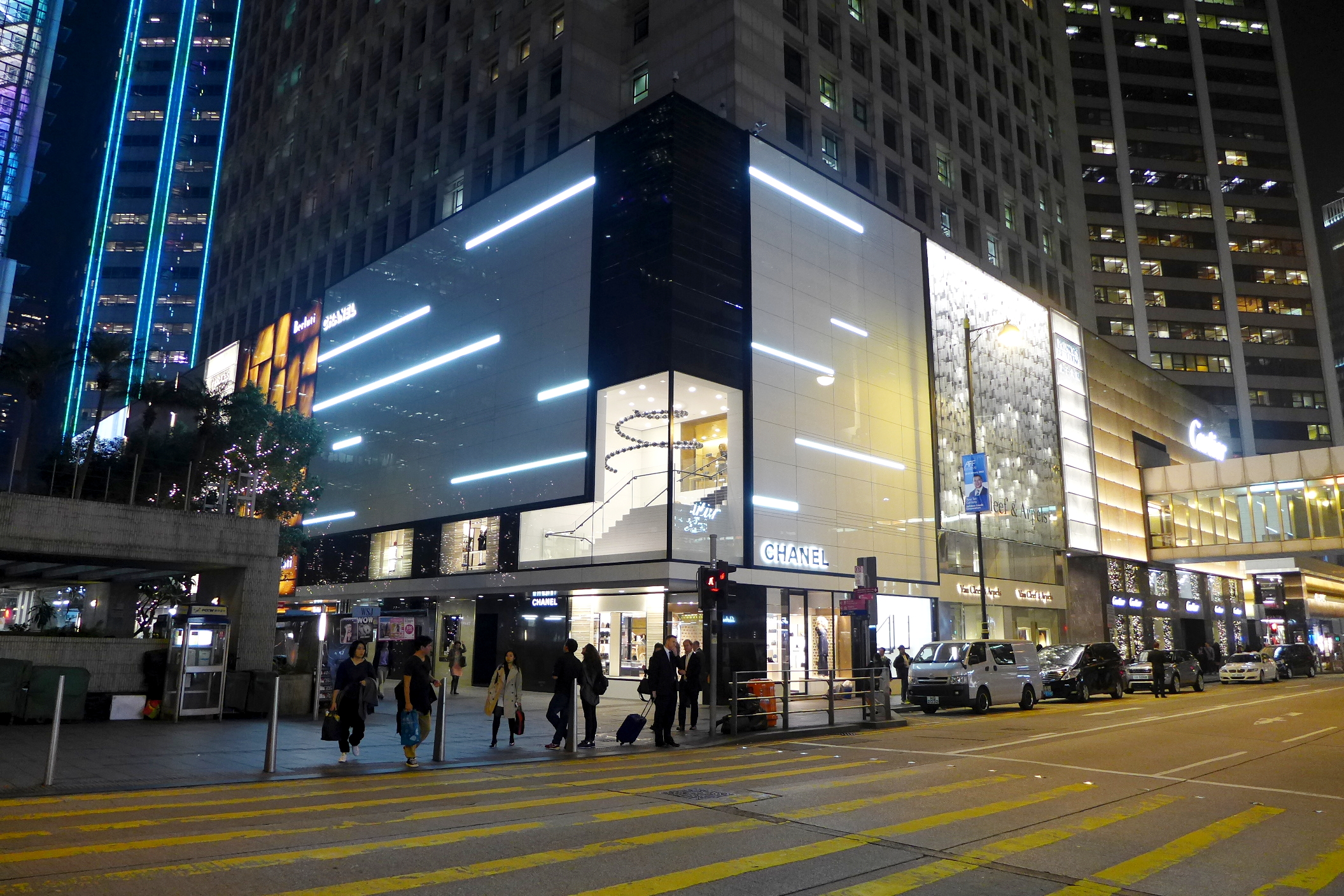
Il negozio Chanel al Prince's Building, Hong Kong.

Chanel conta più di 200 boutique in tutto il mondo, distribuite in negozi monomarca, all'interno di grandi magazzini come Harrods e Neiman Marcus, o in alcuni aeroporti. Dal 2001 è iniziato un progetto dell'architetto Peter Marino con il quale è iniziata la ristrutturazione di alcune delle principali boutique Chanel, affinché esse si adeguino alla filosofia della stilista, secondo la quale "le cose più belle sono le più semplici, e niente è tanto bello quanto uno spazio vuoto". In questo progetto sono stati fatti rientrare i negozi di New York, Parigi, Roma, Tokyo, Seul, Vienna, Città del Messico, Milano e il nuovo negozio simile a quello di Rue Cambon di Parigi a Venezia.

## Testimonial

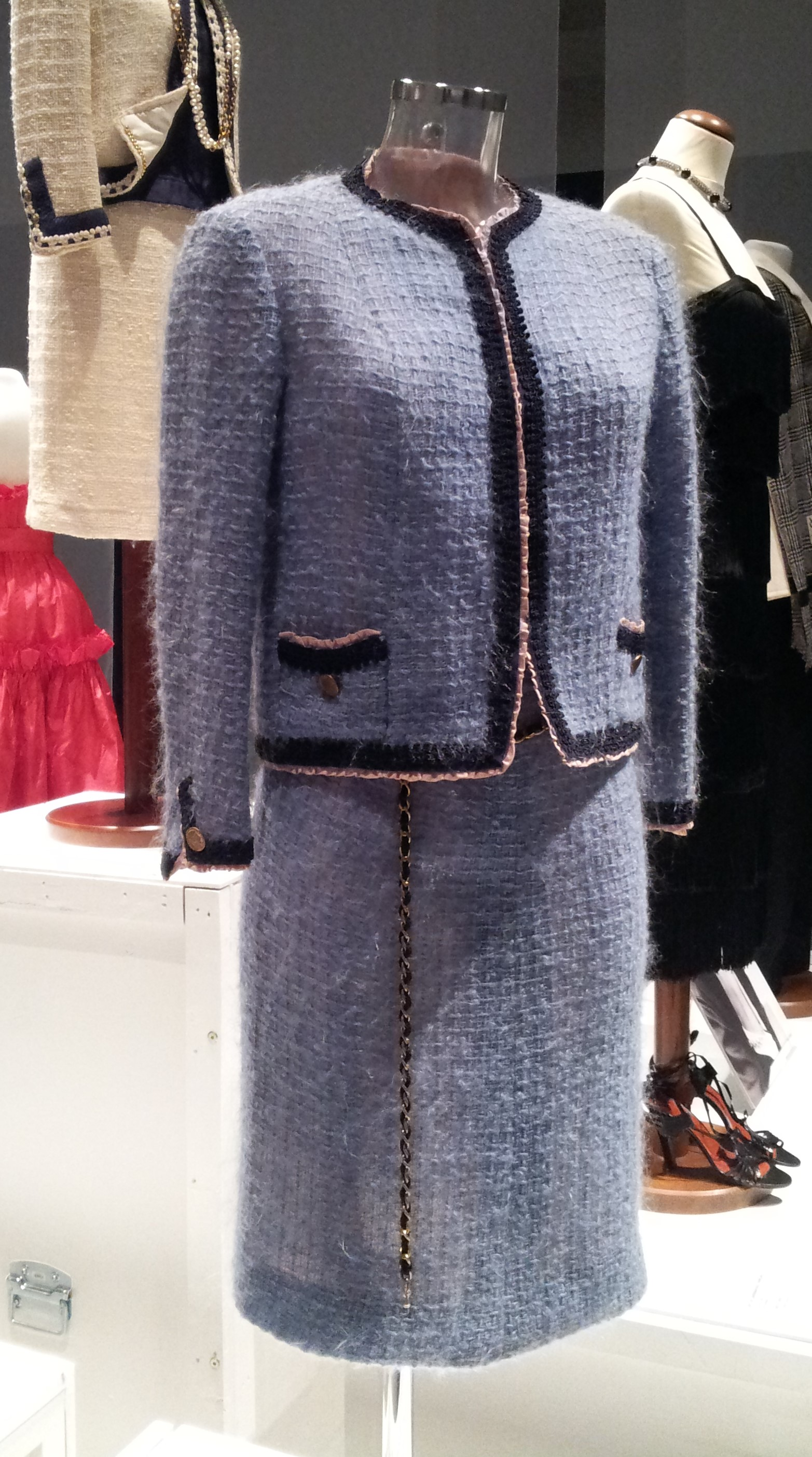
Un classico abito Chanel, 1965

La compagnia si è sempre avvalsa di testimonial particolarmente celebri, fra cui non si può non ricordare Catherine Deneuve, Nicole Kidman e Audrey Tautou (tutte e tre per il profumo Chanel No. 5), Gisele Bündchen ma soprattutto, Marilyn Monroe che negli anni cinquanta si fece fotografare, mentre si spruzzava alcune gocce di Chanel No. 5. Tale immagine è rimasta sicuramente la più rappresentativa dell'intera produzione di Chanel, e continua ad essere una delle foto più celebri nella storia del marketing, ancora oggi citata in diverse occasioni o venduta in forma di poster..
Per le sue campagne pubblicitarie spesso Chanel si affida a testimonial celebri come Kate Moss, Nicole Kidman o più recentemente a Keira Knightley, Vanessa Paradis
Attualmente il principale volto maschile di Chanel, è il modello francese Baptiste Giabiconi, quello femminile invece è Blake Lively per le Chanel Mademoiselle bags.
Brad Pitt è il primo testimonial maschile del profumo Chanel n. 5. Lo spot in bianco e nero diretto da Joe Wright è una dichiarazione d'amore, pensieri sparsi di un innamorato per la sua musa, che in questo caso non è altro che il celebre profumo.
Il tuffatore brasiliano Hugo Parisi è stato testimonial della campagna pubblicitaria del 2016 del profumo Chanel Allure Homme Sport.
Nel 2019 la maison francese ha scelto il super modello Italiano Marco Castelli per la campagna di Blue di Chanel. 

## Modelli di Chanel
| Modella/o            | Nazionalità   |
| -------------------- | ------------- |
| Marie-Hélène Arnaud  | Francia       |
| Inès de la Fressange | Francia       |
| Lily Rose Depp       | Francia       |
| Sigrid Agren         | Francia       |
| Baptiste Giabiconi   | Francia       |
| Naomi Campbell       | Regno Unito   |
| Freja Beha Erichsen  | Danimarca     |
| Saskia de Brauw      | Paesi Bassi   |
| Claudia Schiffer     | Germania      |
| Liu Wen              | Cina          |
| Song Qian            | Cina          |
| Mengyao Xi           | Cina          |
| Abbey Lee Kershaw    | Australia     |
| Sasha Pivovarova     | Russia        |
| Heidi Mount          | Stati Uniti   |
| Micaela Cardenas     | Stati Uniti   |
| Magda Laguinge       | Argentina     |
| Linda Evangelista    | Canada        |
| Anja Rubik           | Polonia       |
| Kasia Struss         | Polonia       |
| Natasha Poly         | Russia        |
| Bianca Balti         | Italia        |
| Chiharu Okunugi      | Giappone      |
| Park Soo-joo         | Corea del Sud |
| Jennie               | Corea del Sud |
| Toni Garrn           | Germania      |
| Joan Smalls          | Porto Rico    |
| Kati Nescher         | Germania      |
| Lindsay Ellingson    | Stati Uniti   |
| Vlada Roslyakova     | Russia        |
| Coco Rocha           | Canada        |
| Christy Turlington   | Stati Uniti   |
| Lindsey Wixson       | Stati Uniti   |
| Angela Lindvall      | Stati Uniti   |
| Gemma Ward           | Australia     |
| Lara Stone           | Paesi Bassi   |
| Stella Tennant       | Regno Unito   |
| Cara Delevingne      | Regno Unito   |
| Kristen Stewart      | Stati Uniti   |
| Grace Elizabeth      | Stati Uniti   |
| Anna Ewers           | Germania      |
| Luna Bijl            | Paesi Bassi   |
| Marco Castelli       | Italia        |
| Margot Robbie        | Australia     |
| Willow Smith         | Stati Uniti   |
| Pharrell Williams    | Stati Uniti   |
| Ola Rudnicka         | Polonia       |

## Riferimenti nella cultura di massa
- Il marchio Chanel viene citato nelle canzoni Fashionista di Jimmy James, Labels or love di Fergie e Fifty sixty di Alizée.
- Nel film "Tacchi a spillo" (1991) di Pedro Almodovar Victoria Abril indossa esclusivamente Chanel ed in una scena alla guida dell'automobile sfoggia con dettaglio gli occhiali.
- Nella soap spagnola "El secreto de Puente Viejo, Maria, protagonista della seconda stagione della serie, indossa per le sue nozze un abito griffato Chanel.
- Scene di lotta di classe a Springfield della serie animata I Simpson, Marge Simpson indossa un vestito Chanel.
- Nella serie televisiva The Hills, Spencer Pratt regala una borsetta Chanel ad Heidi Montag.
- Nella serie televisiva Sex and the City, le 4 protagoniste sfoggiano spesso delle borse Chanel.
- Nella serie televisiva Lipstick Jungle Victory Ford (Lindsay Price) riceve in regalo una borsa che fu usata da Coco Chanel.
- Nel film Il diavolo veste Prada del 2006, Nigel (Stanley Tucci), direttore artistico della rivista Runway, nel tentativo di migliorare il look di Andrea Sachs (Anne Hathaway), le dice di avere "un disperato bisogno di Chanel".
- Nel film Beverly Hills Chihuahua del 2008, la cagnetta Chloe rivela di utilizzare Chanel No. 5.
- Nel film Agente Smart - Casino totale del 2008, l'agente 99 (Anne Hathaway) utilizza borsa ed occhiali Chanel.
- Nel Telefilm The O.C., la protagonista femminile Marissa Cooper sfoggia numerose borse Chanel.
- Nei primi minuti del film-concerto Lady Gaga Presents the Monster Ball Tour: At Madison Square Garden la cantante Lady Gaga utilizza degli occhiali Chanel.

Anche nelle serie televisive Gossip Girl e 90210 si possono ammirare le borse utilizzate dalle protagoniste.
- Negli album del cantante rap Entics quest'ultimo cita numerose volte la marca Chanel.
- Nel film d'animazione "Anastasia" (1997) compare l'insegna della nota casa di moda mentre la protagonista acquista nuovi vestiti a Parigi.
- Nella serie televisiva Scream Queens, le ragazze della sorellanza KKT si chiamano tutte Chanel e spesso indossano abiti e accessori Chanel.

Inoltre, a partire dagli anni settanta, "Chanel" è anche usato come nome proprio femminile, proprio su ispirazione della linea di moda.